# Doukouroy
Doukouroy  (ou Doukouroye, Doukroye) est une localité du Cameroun située dans la commune de Kai-Kai, le département du Mayo-Danay et la Région de l'Extrême-Nord, à proximité de la frontière avec le Tchad.

## Population
En 1967 la localité comptait 439 habitants, principalement Mousgoum ou Peuls.
Lors du recensement de 2005, on y a dénombré 2 163 personnes.

## Infrastructures
Doukroye est doté d'un collège public (CES).